# Rallye Dakar 2020

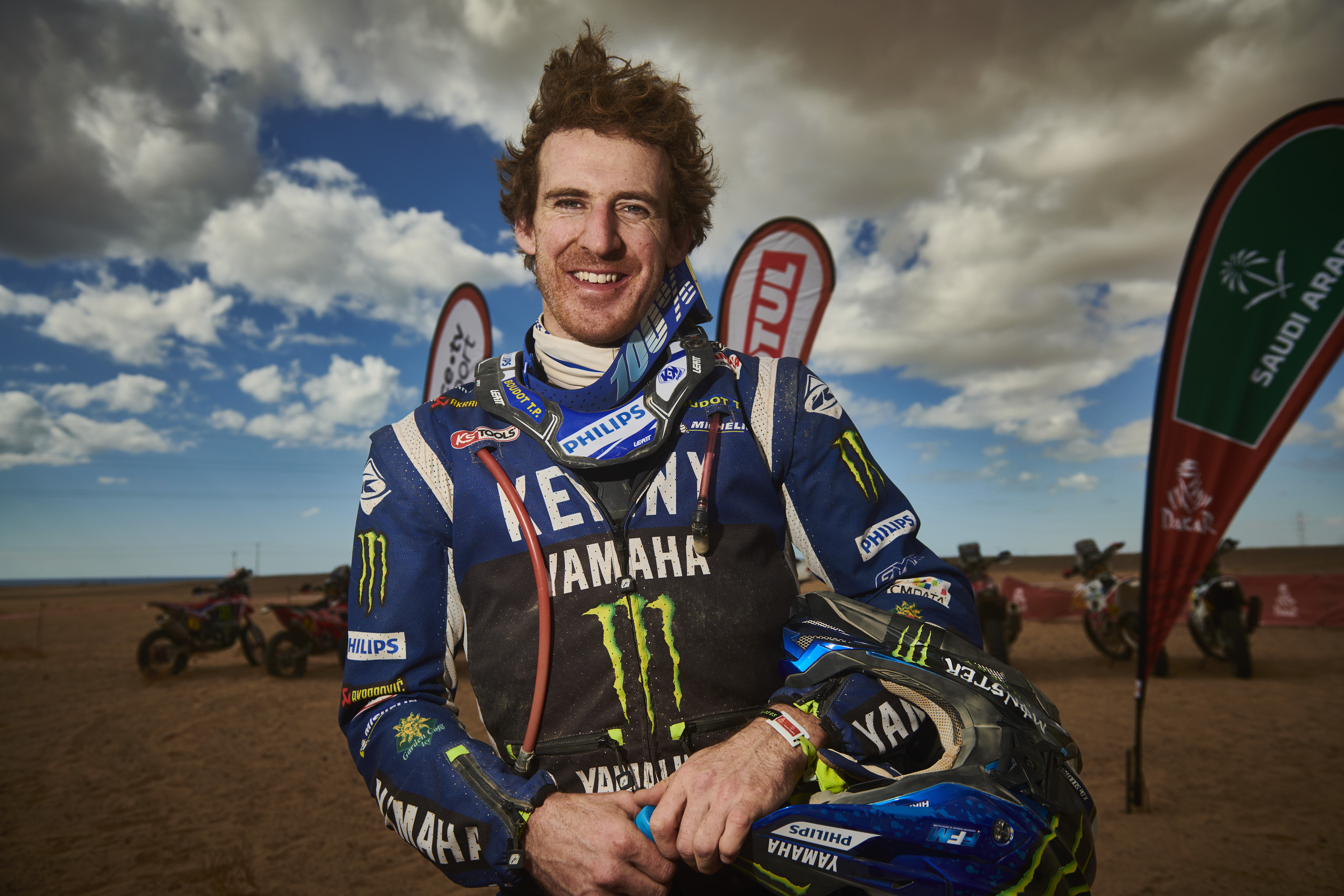
Xavier de Soultrait

Rallye Dakar 2020 v Saúdské Arábii byl jeden z ročníků každoročního závodu off-road vozidel a motocyklů. Soutěž byla organizována A.S.O. – Amaury Sport Organisation. Závodu se mohli zúčastnit závodníci jak z řad profesionálů, tak i z řad amatérů.

## Datum konání závodu
Dakar 2020 začal v neděli 5. a skončí v pátek 17. ledna. Dakar se jede přes Saúdskou Arábii.

## Místo konání závodu
Po dlouhé době se tak Dakar opět vrací blíže k Africe. 
Start proběhl ve městě Jeddah.
Rest day proběhne ve městě Ryiadh.
Závod bude ukončen ve městě Al Qiddiya.